# Martin Ocampo
Martin Ocampo (Manilla, mei 1852 - 6 januari 1927) was een Filipijns uitgever

## Biografie
Martin Ocampo werd geboren in mei 1852 in de Filipijnse hoofdstad Manilla. Hij werd opgeleid aan de Ateneo de Municipal, het tegenwoordige Ateneo de Manila University en de University of Santo Tomas. Nadien werkte hij als douane beambte in Manilla. Vanwege zijn patriottische ideeën en omdat het vermoeden bestond dat Ocampo lid was van de verboden ondergrondse revolutionaire beweging Katipunan werd hij ontslagen, gearresteerd en nog voor het begin van de Filipijnse Revolutie gedeporteerd naar de Carolinen. Door een generaal pardon van gouverneur-generaal Fernando Primo de Rivera kon hij uiteindelijk terugkeren naar de Filipijnen.
In 1901 richtte Ocampo samen met enkele anderen waaronder zijn schoonzoon Rafael Palma de Spaanstalige krant El Renacimiento op. De krant werd ook uitgebracht in de lokale taal, het Tagalog, onder de naam Muling Pasilang. Ook bracht hij korte tijd een Engelstalige editie uit, The Renacimiento. Een artikel op 30 oktober 1908 waarin minister van Binnenlandse Zaken Dean Worcester werd aangeduid als een vampier, een gier en een uil bracht Ocampo en zijn kranten in problemen. Hij werd aangeklaagd wegens smaad en moest een hoge boete betalen en werd veroordeeld tot een gevangenisstraf van een half jaar. De hoofdredacteur Teodoro Kalaw van de krant kreeg een jaar gevangenisstraf. De gevangenisstraf hoefden ze door een pardon van gouverneur-generaal Francis Harrison niet uit te zitten. Zijn kranten El Ranacimiento en Muling Pasilang werden echter stopgezet. 
Niet lang daarna  richtte hij het La Vanguardia en Taliba op. Het Spaanstalige La Vanguardia had voor die tijd een grote oplage. Taliba was een krant in het Tagalog. Met zijn kranten in het Tagalog had Ocampo een belangrijke invloed op de ontwikkeling van deze taal. In 1913 organiseerde hij in zijn wekelijks uitgebrachte tijdschrift Renacimiento Filipino ook een wedstrijd voor schrijvers in het Tagalog. Naast zijn werk als uitgever was Ocampo tevens nog actief als raadslid van de Filipijnse hoofdstad Manilla en was ook enige tijd president van deze gemeenteraad.
Ocampo overleed in 1927 op 74-jarige leeftijd. Ter ere van Ocampo werd op 23 november 1929 de straat El Dorado in Quiapo naar hem vernoemd. Later ging deze straat op in Quezon Boulevard, waardoor hij ophield te bestaan. Een van zijn dochters trouwde met architect Arcadio Arellano, een andere dochter met Manuel Guerrero en een derde dochter was getrouwd met Rafael Palma.